# Joseph Parrocel

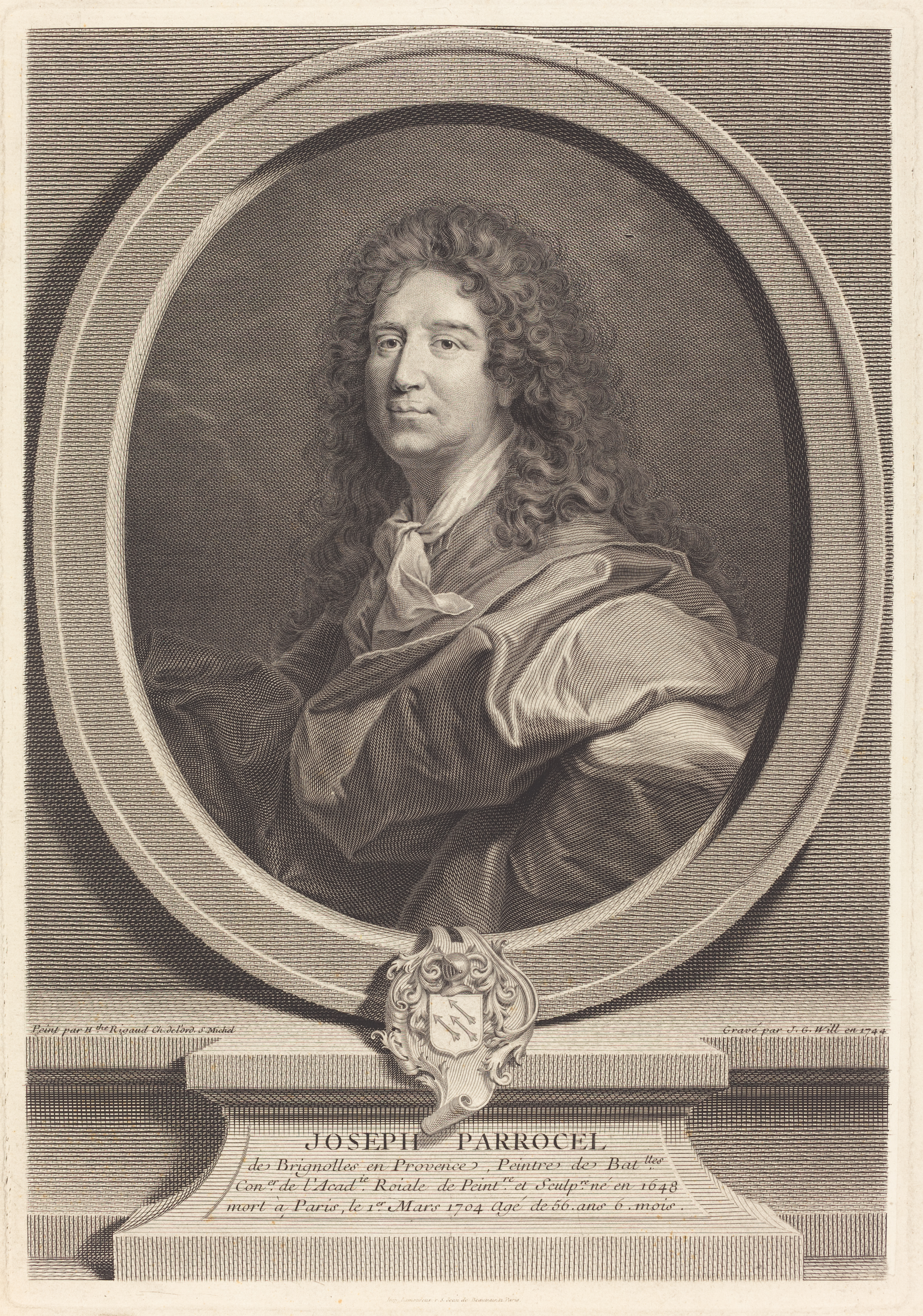
Joseph Parrocel (1646–1704)

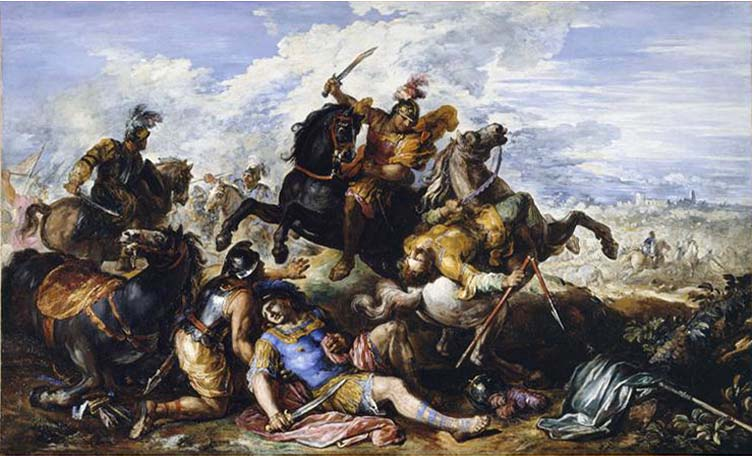
Joseph Parrocel – Schlachtenbild (um 1690)

 Joseph Parrocel (* 3. Oktober 1646 in Brignoles (Var); † 1. März 1704 in Paris) war ein französischer Maler des Barock, der durch Zeichnungen und Gemälde von Schlachten seiner Zeit bekannt wurde (Spitzname Parrocel des Batailles).

## Leben
Joseph Parrocel stammte aus einer Künstlerfamilie, die über insgesamt sechs Generationen vom 16. bis zum 18. Jahrhundert insgesamt 14 Maler hervorbrachte. Er kam in die Obhut seines Bruders Louis, einem bereits im Languedoc bekannten Maler, als sein Vater  Barthélemy um das Jahr 1660 starb. Bei diesem absolvierte er eine Malerausbildung, bis er nach drei Jahren nach Marseille flüchtete. Dort arbeitete er als Maler und ging zur weiteren Ausbildung nach Paris, wo er vier Jahre lang blieb.
Über die Provence ging er für acht Jahre nach Italien und wurde in Rom Schüler von Jacques Courtois. Die Arbeit im Atelier von Salvator Rosa, einem  Vorromantiker, beeinflusste seinen zukünftigen Malstil. Er machte eine Rundreise durch Italien bis nach Venedig. Seine Pläne, sich dort niederzulassen, gab er jedoch auf, nachdem er auf der Rialto-Brücke einem Mordversuch durch acht Räuber entgangen war.
Nach 1765 erlangte Parrocel in Paris einige Bekanntheit; er wurde am 29. Februar 1676 in die Académie royale de peinture et de sculpture gewählt und am 14. November 1676 mit seinem Gemälde Die Belagerung von Maastricht aufgenommen. Durch Intrigen des Akademiepräsidenten Charles Lebrun gelang es im nicht, seine Gemälde mit Schlachten Ludwigs XIV. als Entwürfe für großformatige Gobelins einzubringen. Der Kriegsminister des Königs, François-Michel Le Tellier, marquis de Louvois beauftragte ihn jedoch mit der Ausmalung eines der Speiseräume des Hôtel des Invalides in Paris mit Szenen der Eroberungen Ludwigs XIV. Es folgten weitere Aufträge für die Ausschmückung der Schlösser von Marly-le-Roi und Versailles.
Nach dem Tod des Kriegsministers im Jahr 1691 musste Parrocel lange um die Bezahlung seiner Arbeiten im Schloss von Versailles kämpfen. Sein Bild Überquerung des Rheins durch die Armee Ludwigs XIV. bei Tolhuis aus dem Jahr 1699 wurde auf Wunsch des Königs im Grand Salon du Conseil aufgehängt. Heute befindet es sich im Musée du Louvre. Lediglich einmal nahm der Künstler an einer Ausstellung teil, 1699 mit insgesamt zwölf Gemälden. Zwei der Söhne Parrocels und zwei seiner Neffen erlernten bei ihm die Malerei.

## Werk
Mehr als 90 seiner Stiche sind erhalten, die meisten davon im Louvre aus dem Vermächtnis des Malers und Fabrikanten Charles-Frédéric Soehnée. Gemälde aus seiner Hand hängen in Paris in der Kirche Notre Dame des Victoires, im Hôtel de Soubise und in Hôtel de Toulouse, dem Sitz der Banque de France. Von ihm sind auch einige der ersten barocken Jagdgemälde überhaupt und Szenen aus der „galanten Welt“ am Hofe des Königs bekannt. Ein Ölbild auf Leinwand im Format 70,8 × 111 cm, das sich im Museum der bildenden Künste in Leipzig befindet, trägt den Titel Reiterschlacht.